# Piney Mountain (Virginia)
Piney Mountain es un lugar designado por el censo del condado de Albemarle, Virginia  (Estados Unidos). Según el censo de 2020, tiene una población de 1880 habitantes.
En los Estados Unidos, un lugar designado por el censo (traducción literal de la frase en inglés census-designated place, CDP) es una concentración de población identificada por la Oficina del Censo exclusivamente para fines estadísticos. 

## Demografía
Según el censo de 2020, el 55.96% de los habitantes son blancos, el 20.80% son afroamericanos, el 0.05% es amerindio, el 8.40% son asiáticos, el 0.11% son isleños del Pacífico, el 3.19% son de otras razas y el 11.49% son de una mezcla de razas. Del total de la población, el 8.83% son hispanos o latinos de cualquier raza.